# Frankie y la boda
Frankie y la boda es una novela escrita por la novelista estadounidense Carson McCullers. La autora tardó cinco años en terminarla, aunque interrumpió el proceso de escritura durante varios meses para redactar La Balada del Café Triste.
En un primer momento la autora planeaba escribir una historia sobre una joven que se enamora de su profesor de piano, pero tuvo lo que ella llamó una revelación: «De repente me dije: Frankie se enamora de su hermano y la novia.... Esto enfocó el libro entero.»

## Argumento y adaptaciones
La novela tiene lugar en los últimos días de agosto. Cuenta la historia de Frankie Addams, de 12 años, quién siente que no pertenece al resto del mundo. La madre de Frankie falleció al nacer ella, y su padre es una figura más bien distante e incomprensiva. Sus únicos conocidos cercanos son la sirvienta afroamericana de la casa, Berenice Sadie Brown, y su primo de seis años, John Henry West. No tiene ningún amigo en la pequeña localidad sureña en la que vive, y sus sueños y esperanzas parecen esfumarse con su hermano y su futura esposa, quienes parten a Alaska de luna de miel. 
La novela explora la psicología de los tres personajes principales y se centra más en las evocadoras localizaciones del Sur de Estados Unidos donde transcurre, que en un incidente concreto. Frankie tiene, aun así, un breve y truculento encuentro con un soldado. Sus esperanzas de escapar de su pueblo y huir lejos se ven frustradas, su fantasía, destruida, y poco a poco se muestra cómo su personalidad ha cambiado. 
El libro ha sido adaptado tanto para teatro, como películas, y televisión.
La propia McCullers adaptó la novela para una producción de Broadway dirigida por Harold Clurman, que se estrenó el 5 de enero de 1950 en el Empire Theatre, donde se mantuvo en cartel  durante 501 funciones. El reparto incluía a Ethel Waters, Julie Harris, y al debutante Brandon De Wilde.
Todos los actores retomaron sus papeles junto con Arthur Franz, Nancy Gates y Dickie Moore, que se unió al reparto, para una versión cinematográfica de la obra en 1952. El guion fue adaptado por Edna y Edward Anhalt y dirigido por Fred Zinnemann. También Julie Harris fue nominada al Óscar por su debut en la gran pantalla.
Una versión musical, titulada F. Jasmine Addams, se produjo en Off-Broadway en 1971.
En 1982, una adaptación televisiva de la novela fue dirigida por Delbert Mann, y protagonizada por Pearl Bailey, Dana Hill y Howard E. Rollins, Jr..
En 1989 una nueva producción de Broadway fue dirigida por Harold Scott y protagonizada por Esther Rolle en el papel de Berenice, Amelia Campbell como Frankie, y Calvin Lennon Armitage como John Henry West.
En 1997, se llevó a cabo una nueva versión cinematográfica. Adaptada por David W. Rintels y dirigida por Fielder Cook, fue protagonizada por Anna Paquin, Alfre Woodard, Corey Dunn y Enrico Colantoni. Rintels se centró más en la novela que en la obra.
El Young Vic Theatre de Londres produjo la versión más reciente de la obra en 2007, dirigida por Matthew Dunster. .